# نورت دام دي لا ساليته (كيبك)
نورت دام دي لا ساليته (بالإنجليزية: Notre-Dame-de-la-Salette, Quebec)‏ هي بلدية محلية في كيبيك تقع في كندا في Outaouais. يقدر عدد سكانها بـ 757 نسمة ومساحتها 117.10 كم2 .

## أعلام
- ريتشارد ديفيد